# Kansas (album Kansas)
Kansas – debiutancki album by amerykańskiej grupy rockowej Kansas, wydany w roku 1974.
Muzyka zawarta na tym albumie jest rezultatem fuzji dwóch nurtów muzycznych istniejących w mieście Topeka. Pierwszym z nich był reprezentowany przez Kerry Livgrena, osadzony w bardziej tradycyjnym brzmieniu południowego rocka, zbliżonym do muzyki zespołu Lynyrd Skynyrd. Drugim natomiast był styl wokalisty Steve'a Walsha. Utwory na płytę zostały w większości napisane przez obydwu muzyków i stanowią mieszankę ich stylów. Utwory Livgrena są w większości dłuższe i bardziej dopracowane niż piosenki Walsha, które zawierają w tekstach m.in. mistyczne odniesienia do religii wschodnich.
Album został nagrany w Nowym Jorku w 1973 roku w wyniku kontraktu jaki zespół podpisał z wydawnictwem Kirshner Records.
Okładka albumu jest słynna ze względu na użycie (przyciętego) obrazu Tragic Prelude na którym jego autor John Steuart Curry przedstawił abolicjonistę John Browna.

## Spis utworów
| 1. | "Can I Tell You" (Williams, Walsh, Ehart, Hope) | 3:32  |
|    |                                                 |       |
| 2. | "Bringing It Back" (J.J. Cale)                  | 3:33  |
|    |                                                 |       |
| 3. | "Lonely Wind" (Walsh)                           | 4:16  |
|    |                                                 |       |
| 4. | "Belexes" (Livgren)                             | 4:23  |
|    |                                                 |       |
| 5. | "Journey from Mariabronn" (Livgren, Walsh)      | 7:55  |
|    |                                                 |       |
| 6. | "The Pilgrimage" (Livgren, Walsh)               | 3:42  |
|    |                                                 |       |
| 7. | "Aperçu" (Livgren, Walsh)                       | 9:43  |
|    |                                                 |       |
| 8. | "Death of Mother Nature Suite" (Livgren)        | 7:43  |
|    |                                                 |       |
|    |                                                 | 44:47 |
|    |                                                 |       |

## Skład zespołu
- Phil Ehart – perkusja
- Dave Hope – gitara basowa, śpiew
- Kerry Livgren – organy, gitara, pianino, gitara rytmiczna, instrumenty klawiszowe, śpiew, syntezator Mooga
- Robbie Steinhardt – skrzypce, śpiew
- Steve Walsh – organy, pianino, kongi, instrumenty klawiszowe, śpiew
- Rich Williams – gitara

## Produkcja
- Producent: Wally Gold
- Inżynier dźwięku: Dan Turbeville

## Notowania
Album – Billboard (Północna Ameryka)
| Rok  | Lista przebojów | Pozycja |
| ---- | --------------- | ------- |
| 1974 | Albumy Pop      | 174     |